# Taungaeaka
Taungaeaka ist ein Ort im Süden des Tabiteuea-Atolls in den zum Inselstaat Kiribati gehörenden Gilbertinseln im Pazifischen Ozean mit einer Landfläche von 0,15 km². Er gehört zum Distrikt South Tabiteuea. 2020 hatte der Ort 135 Einwohner.

## Geographie
Der Ort Taungaeaka liegt auf dem gleichnamigen Motu im östlichen Riffsaum von Tabiteuea. Das Motu ist durch mehrere tiefe Buchten gegliedert, die von der Meerseite im Norden in die Riffkrone eindringen. Der Ort liegt an der Lagunenseite im Süden. Im Ort gibt es ein traditionelles Versammlungshaus (Taungaeaka Maneaba). Mit den benachbarten Motus Tewai im Nordwesten und Nikutiri, Aranuka sowie Buariki im Süden ist Taungaeaka durch mehrere Dämme verbunden.

## Klima
Das Klima ist tropisch heiß, wird jedoch von ständig wehenden Winden gemäßigt. Ebenso wie die anderen Orte des Tabiteuea-Atolls wird Taungaeaka gelegentlich von Zyklonen heimgesucht.